# RKFDV
Il Reichskommissariat für die Festigung deutschen Volkstums (RKFDV) ovvero il Commissariato del Reich per il rafforzamento della germanicità era diretto dall'SS-Obergruppenführer (grado pari a quello di Generale di Corpo d'Armata) Ulrich Greifelt. Ufficialmente, comunque, il vero commissario era il Reichsführer-SS Heinrich Himmler, nominato da Hitler con decreto del 7 ottobre 1939.
Il RKFDV aveva la sua sede al Kurfürstendamm 140 a Berlino-Halensee.

## Organizzazione
- Chef der Stabshauptamtes Personalicher Referent
- Amt Z: Zentralamt
- Amt 1: Umsiedlung
- Amt 2: Arbeitseinsatz
- Amt 3: Wirtschaft
- Amt 4: Landwirtschaft
- Amt 5: Finanzen
- Amt 6: Planung
- Amt 7: Bauten
- Amt 8: Zentralbodenamt